# فضای فاز

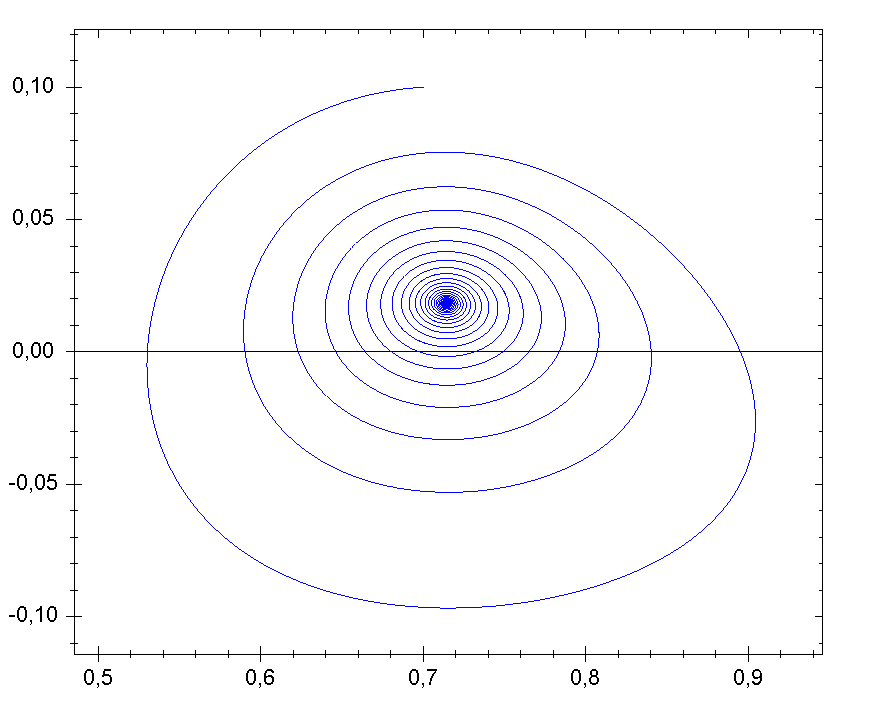
شماتیک «فضای فاز» یک‌سیستم پویا (دینامیکی) با پایداری کانونی

در فیزیک و ریاضیات، فضای فاز (به انگلیسی: Phase Space) یا «فضای حالت» روشی است برای نمایش کامل وضعیت یک سامانهٔ فیزیکی. وقتی می‌خواهیم بدانیم یک جسم یا سامانه در هر لحظه دقیقاً در چه حالتی است، فقط دانستن مکان آن کافی نیست؛ باید سرعت یا حرکتش را هم بدانیم. برای مثال، اگر بخواهیم حرکت یک سیاره یا ذره را توصیف کنیم، هم باید بگوییم کجاست (مکانش)، و هم این‌که با چه سرعتی و در چه جهتی حرکت می‌کند (تکانه‌اش). فضای فاز جایی است که این اطلاعات با هم در یک نمودار یا دستگاه مختصات نمایش داده می‌شود.
در ساده‌ترین حالت، مثلاً برای یک ذره در یک بُعد، فضای فاز یک نمودار دوبُعدی است: یک محور برای مکان و یکی برای تکانه. اگر ذره‌ای در حال حرکت باشد، مسیرش در فضای فاز یک خط یا منحنی خواهد بود که با گذشت زمان تغییر می‌کند. این مسیر نشان می‌دهد سامانه چطور در طول زمان تحول می‌یابد.
فضای فاز فقط برای یک ذره نیست؛ برای سامانه‌های پیچیده‌تر، مثل چند ذره یا حتی کل جهان، می‌توان فضای فازی بسیار بزرگ‌تر در نظر گرفت که شامل همهٔ موقعیت‌ها و تکانه‌های ممکن برای همهٔ اجزای سامانه است. به‌عبارت دیگر، فضای فاز تصویر کامل و ریاضیاتیِ «حال و آیندهٔ ممکن» یک سامانه است.
این مفهوم در مکانیک کلاسیک، مکانیک آماری و حتی مکانیک کوانتومی کاربرد دارد و به ما کمک می‌کند رفتار پیچیدهٔ سامانه‌ها را بهتر درک کرده و پیش‌بینی کنیم.

## توصیف علمی
فضای فاز فضایی است شامل تمام حالات ممکن برای یک سیستم. هر حالت سیستم در فضای فاز با یک نقطه نمایش داده می‌شود. در مکانیک عموماً فضای فاز شامل تمامی مقادیر ممکن مکان و تکانه است.
در فضای فاز، هر درجه آزادی سیستم با یک محور نمایش داده می‌شود. به عنوان مثال فضای فاز یک تک ذره آزاد در فضای ۳ بعدی، شامل ۳ محور برای مولفه‌های مکان و ۳ محور برای مولفه‌های تکانه است. در مکانیک آماری فضای فاز یک سیستم {\displaystyle N} ذره‌ای دارای بعد {\displaystyle N}6 است. شناختن دقیق فضای فاز یک سیستم به محاسبهٔ آنتروپی و تابع پارش آن سیستم کمک می‌کند.
اگر سیستم بسته باشد، مقدار انرژی کل در آن ثابت است. این سیستم با صفحه‌ای با یک بعد کمتر از سیستم باز در فضای فاز نمایش داده می‌شود.
اگر ناحیهٔ کوچکی را در فضای فاز در نظر بگیریم، این ناحیه با گذشت زمان می‌ترادیسد (تغییر شکل می‌دهد) ولی حجم آن همواره پایا است. علت ترادیسش، تغییر موقعیت و تکانهٔ هر ذره با گذشت زمان است. این قضیه به قضیهٔ لیوویل شهرت دارد که در آن «شاره» فضای فاز غیرقابل تراکم است.